# Борецька Надія Анатоліївна
Наді́я Анато́ліївна Боре́цька (* 14 травня 1962, Хмельницький) — майстриня декоративно-ужиткового мистецтва. Членкиня Національної спілки художників України від 1993 року.
1988 року закінчила Львівський державний інститут декоративного та прикладного мистецтва.

## Персональні виставки
- 1994 — Музей мистецтв, Хмельницький.
- 1996 — «Painted Silk» Галерея на Ятках, Вроцлав, Польща.
- 1997 — «Мистецтво та мода», Хмельницький, музей сучасного українського мистецтва.
- 1997 — «Мистецтво та мода», Київ, галерея «Гончари», Андріївський узвіз.
- 1997 — «Мистецтво та мода», Львів, Палац мистецтв.